# 愛知県立常滑高等学校
愛知県立常滑高等学校（あいちけんりつ とこなめこうとうがっこう）は、愛知県常滑市に所在する公立の高等学校。通称は常高（とここう）。
歴史は県内で4番目に古い。セラミックアーツ科を有するが、愛知県内の公立高校では愛知県立瀬戸工科高等学校とともに全国的にもユニークなセラミック関連の学科である。

## 沿革

### 常滑高校と常滑北高校の統合
2006年（平成18年）4月、1976年（昭和51年）に分離した愛知県立常滑北高等学校と再統合し、常滑北高校の地（常滑市金山）に普通科他2学科の高校としてスタートした。もともと常滑北高等学校が常滑高等学校の普通科の分離独立によって設立されたことから再びひとつに統合されたことになる。ただし、校舎は常滑北高等学校として利用していた敷地を利用し、常滑高等学校にあった専門科は改組されている。
2008年（平成20年）3月まで常滑北高等学校が併存したため、統合後の新高校は、（新設）常滑高校と通称された。
旧･常滑高の奥栄町1-168の校舎には2005年（平成17年）までの入学生が在籍したが、2008年（平成20年）3月に校舎を閉鎖。それと共に、常滑北高等学校の校名も消滅した。
閉校後の旧常滑高等学校の校舎は、焼き物をはじめとする様々な造形創作活動の支援施設「やきもの・ものづくりセンター（仮称）」となる計画が発表された。

### 年譜
- 1896年（明治29年）9月21日 - 実業補習学校規程に基づく常滑工業補習学校として開校[1]。
- 1900年（明治33年） - 徒弟学校規程に基づく学校に改組し、常滑陶器学校と改称[1]。
- 1902年（明治35年） - 常滑町立常滑陶器学校と改称[1]。
- 1925年（大正14年）2月21日 - 愛知県に移管し、愛知県常滑陶器学校と改称[2][3]。
- 1935年（昭和10年）4月1日 - 愛知県常滑工業学校に改称[4][5]。
- 1948年（昭和23年）4月1日 - 学制改革により愛知県立常滑工業高等学校に、常滑町立常滑実業女学校は愛知県常滑高等学校に転換[6]。
- 1948年（昭和23年）10月1日 - 愛知県立常滑工業高等学校と愛知県常滑高等学校が統合し、愛知県立常滑高等学校となる[6]。
- 1975年（昭和50年） - 普通科を愛知県立常滑北高等学校として分離[7]。
- 2006年（平成18年） - 常滑北高等学校を再統合して新設･愛知県立常滑高等学校発足（常滑市金山、普通科・セラミックアーツ科・クリエイティブデザイン科）。
- 2008年（平成20年）
  - 2月29日 - 常滑北高等学校（普通科）で卒業式。同時に校名も消滅。
  - 3月1日 - 旧・常滑高等学校（常滑市奥栄町、セラミック科・デザイン科・生活文化科・服飾デザイン科）が閉校舎。
  - 4月 - 常滑市金山の校地に三学年が揃い、統合が完了した。

### 校地の変遷
常滑町立常滑陶器学校 奥条校舎
常滑町字前田東割8番地（現：奥条2丁目8番地）
1896年（明治29年）に開校。
常滑町立常滑陶器学校 瀬木校舎、愛知県常滑実科高等女学校 仮校舎
常滑町字北屋敷8番地（現：栄町6丁目224番地）
1910年（明治43年）に移転。1936年（昭和11年）に愛知県常滑実科高等女学校が同所の仮校舎に開校。
愛知県立常滑高等学校
常滑町字徳磯46番地の3（現：奥栄町1丁目168番地）
1924年（大正13年）に移転、1948年（昭和23年）の統合以降も利用。2008年（平成20年）に高等学校としての利用を終了。
愛知県常滑高等女学校
常滑町字北屋敷3番地（現：本町3丁目136番地）
1937年（昭和12年）に移転。現在の常滑西小学校の北東部。
愛知県立常滑北高等学校、愛知県立常滑高等学校
常滑市金山字四井池10番地
1976年（昭和51年）に愛知県立常滑北高等学校が開校。2006年（平成18年）の統合以降も利用。

## 設置学科
- 普通科
  - 国際理解コース
- セラミックアーツ科
- クリエイティブデザイン科

## 校訓
- 徹
  - 「徹」の精神でやりぬこうという意味が込められている。旧常滑北高校の校訓を引継いだ。
  - かつての旧常滑高校の校訓は「責任遂行」・「相互敬愛」・「環境調整」。

## 校歌
愛知県立常滑高等学校校歌
作詞：谷川俊太郎・作曲：谷川賢作（俊太郎の長男）
常滑高校と常滑北高校が統合した2006年（平成18年）に完成。俊太郎の父である谷川徹三が常滑市出身で、俊太郎自身も常滑市で開催される朗読会に毎年参加するなど常滑市に縁があったため、学校が俊太郎に製作を依頼した。2012年（平成24年）に同窓会によって歌碑が寄贈された。
愛知県立常滑高等学校校歌
作詞：山崎敏夫・作曲：下総皖一
2006年（平成18年）の統合以前の常滑高校の校歌。
愛知県常滑陶器学校校歌
作詞：井手蕉雨・作曲：早川弥左衛門
1930年（昭和5年）10月10日に創定。常滑工業学校の頃まで歌われた。
常滑高等女学校生徒歌

## 教育目標
「ものを創る」ことを通して、豊かな知性と情操、創造性を身に付けた人間。
部活動・学校行事を通して、たくましい身体と強靭な精神や、社会性を身につけた心豊かな人間。 
次代の担い手として、生命と健康を守り、良識とモラル向上の推進者としての自覚を持った人間。 
正しい勤労観・職業観のもとに、将来の職業人としての誇りが持てる人間。 

## 特色のある行事

### 遠泳訓練
常滑北高校で1975年（昭和50年）の開校以来行われ、2006年（平成18年）の統合以降も実施されていた。2012年（平成24年）を最後とし、2013年（平成25年）は遠泳に代えて愛知県美浜少年自然の家での「スタディキャンプ」を初の試みとして行った。
7月中旬に知多郡美浜町の小野浦海水浴場で1年生が実施していた。常滑市内のプールでの練習、愛知県美浜少年自然の家での合宿を経て、初級（500 m）、中級（1.5 km）、上級（3 km）に分かれて行われた。

### 闊歩
常滑北高校で1975年（昭和50年）の開校以来行われ、2006年（平成18年）の統合以降も実施されている。
10月下旬もしくは11月はじめに、1年生が常滑高校と数十キロメートル離れた施設との往復を歩き切るものである。2011年（平成23年）度は知多郡武豊町の名古屋市武豊野外活動センターとの往復約30 kmを歩いた。

## 進路
進学・長命社会に対応する進路・中部国際空港で働く進路の三本柱。
普通科は主に大学などへの進学等。
工業科は主に就職等。　
常滑市にあるLIXILなどへの就職者も多い。

## 出身者
- 伊奈輝三 - INAX元社長
- 伊藤辰矢 - 常滑市長（常滑北高等学校）
- 庭瀬健太郎 - 元常滑市長
- 中野良子 - 女優
- 山田昌 - 女優（常滑町立常滑実業女学校）
- 鯉江良二 - 陶芸家
- 浅尾拓也 - 中日ドラゴンズ投手（常滑北高等学校）
- 谷川里江 - ボートレーサー（常滑北高等学校）
- 西村豪洋 - ボートレーサー（常滑北高等学校）
- 吉田凌太朗 - ボートレーサー
- 吉田裕平 - ボートレーサー
- 前田篤哉 - ボートレーサー
- 前田翔 - ボートレーサー
- 春場ねぎ - 漫画家
- 成澤由浩 - 料理家（常滑北高等学校）

## 最寄り駅
- 名鉄常滑線 蒲池駅下車。
- 2006年（平成18年）以前の常滑高校は常滑駅が最寄り駅であった。